# Lotus 18

Lotus 18 é um carro de corrida projetado por Colin Chapman, para ser usado pela equipe Lotus na Fórmula Junior, Fórmula 2 e Fórmula 1.